# Edith van Dijk
Everdina "Edith" van Dijk (ur. 6 kwietnia 1973 w Haastrecht) – holenderska pływaczka, specjalizująca się w pływaniu na otwartym akwenie.

## Kariera sportowa
Była sześciokrotną złotą medalistką, pięciokrotną srebrną i czterokrotną brązową medalistką mistrzostw świata w pływaniu oraz mistrzostw świata na otwartym akwenie. Dwukrotnie zdobywała złoto i dwukrotnie srebro podczas mistrzostw Europy.
W 2008 roku uczestniczyła w igrzyskach olimpijskich w Pekinie, gdzie uplasowała się na 14. miejscu w wyścigu na dystansie 10 kilometrów na otwartym akwenie.
W 2005 roku została uhonorowana nagrodą Sportowca Roku w Holandii oraz tytułem najlepszej pływaczki na świecie na otwartym akwenie.